# بخش مرکزی شهرستان رومشکان
بخش مرکزی شهرستان رومشکان یکی از بخش‌های شهرستان رومشکان در استان لرستان ایران است.

## جمعیت
براساس سرشماری سال ۱۴۰۱ جمعیت آن ۳۱۲۸۹ نفر بوده‌است.

## تقسیمات کشوری
- بخش مرکزی شهرستان رومشکان 
  - دهستان رومشکان
  - دهستان بازوند

شهر : چقابل